# Lagos Open 1991
Il Lagos Open 1991 è stato un torneo di tennis facente parte della categoria ATP Challenger Series nell'ambito dell'ATP Challenger Series 1991. Il torneo si è giocato a Lagos in Nigeria dal 4 al 10 febbraio 1991 su campi in cemento.

## Vincitori

### Singolare
Paul Haarhuis ha battuto in finale  T. J. Middleton con il punteggio di 6–3, 6–3

### Doppio
Ugo Colombini /  Paul Wekesa hanno battuto in finale  Daniel Marco /  Clément N'Goran con il punteggio di 7–5, 6–1